# فتحية
فتحية (بالتركية: Fethiye)‏ (تلفظ في تركيا: فِتْ ياه)، هي مدينة تركية وأحد المديريات ال13 بمحافظة موغلا في منطقة بحر إيجة،  وهي أحد مدن الريفيرا التركية. تبلغ مساحتها 3,059 كم2 ويبلغ عدد سكانها حوالي 147,000 نسمة بحسب تعداد عام 2016م، وهي مدينة حديثة نسبيا وموقعها سياحي هام، وتقع بالقرب من مكان مدينة «تلميسوس» (Telmessos) الأثرية التي يُعتقد أنها أُسست عام 3000 ق.م. وهو ما يمكن ملاحظته من الآثار الموجودة في المدينة، مثل المسرح الهيليني على الرصيف البحري الرئيسي للمدينة.
كانت «فتحية» تُعرف سابقاً باسم ماكري (باليونانية: Μάκρη)‏؛ حتى تم ترحيل السكان اليونانيين من المنطقة تبعا لشروط اتفاقية التبادل السكاني عام 1923م بين اليونان وتركيا ومن ثم تأسست مدينة أخرى في اليونان اسمها نيا ماكري، وجاء الأتراك من اليونان وسكنوا «ماكري» التي تحول اسمها إلى «فتحية».
تُعتبر المدينة أحد المراكز السياحية المعروفة بتركيا وخاصة خلال فصل الصيف، وهي تعتبر منتجعا سياحيا عالميا.
يوجد بفتحية حوالي 7000 عائلة بريطانية  تتولى مهمة استقبال طلاب اللغة الإنجليزية لديها بالتنسيق مع معهد (International Mediterranean Academy) لتدريس اللغة الإنجليزية في بلدة «حصار أونو» (بالتركية: Hisaronu)‏ التي تبعد 5 كم تقريبا عن «فتحية» و2 كم عن مدينة «أولودنيز» (بالتركية: Ölüdeniz)‏ الساحلية على الريفيرا التركية.
مديرية «فتحية» هي ثاني أكبر مديرية في محافظة موغلا بعد مديرية بودروم من ناحية عدد السكان، وتحاول مديرية فتحية أن تتحول إلى محافظة أيضا ولكن القانون التركي الحالي الخاص لا يسمح.

## تاريخ المدينة

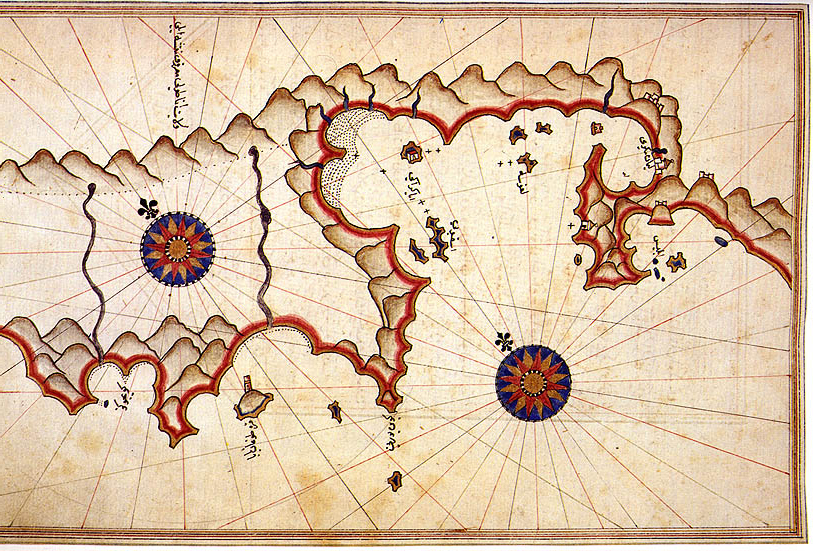
الخريطة التاريخية لساحل مدينة فتحية والتي رسمها القبطان العثماني بيري ريس.

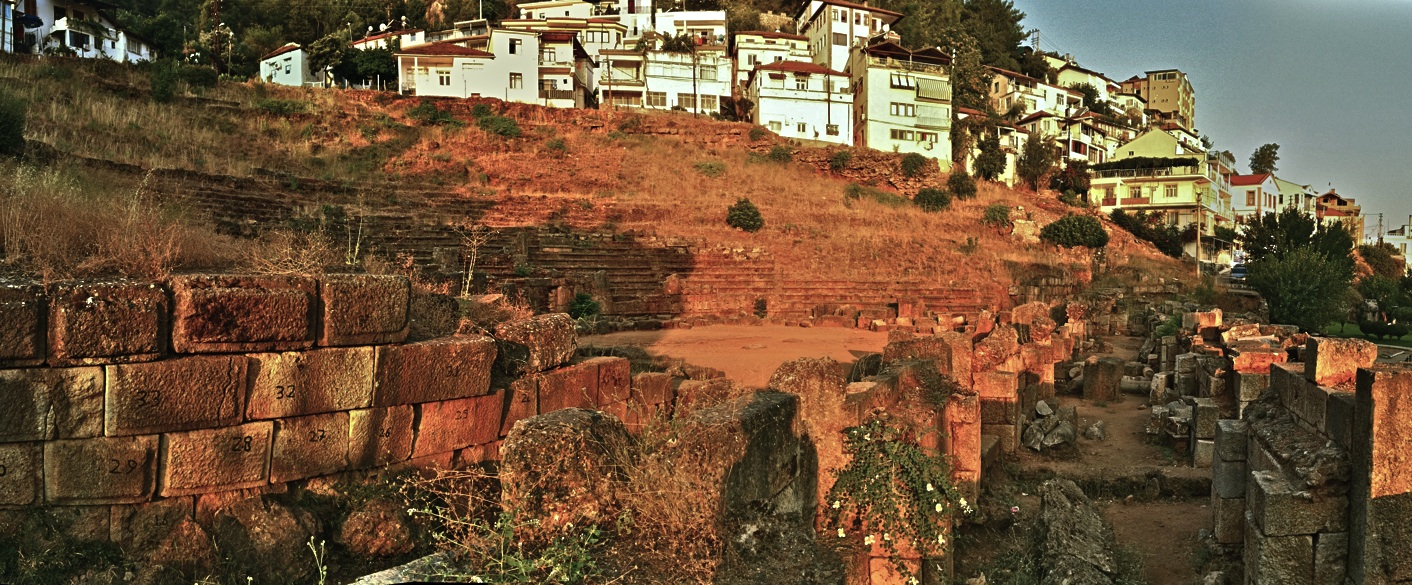
مسرح "تلميسوس" (Telmessos) - تشير اللافتة الموجودة في الموقع إلى أن المسرح ينتمي للعصر الهلنستي المتأخر، حيث أضيفت المِنَصّة حوالي عام 200 ميلادي، ثم صارت المدينة مهجورة، إلى أن تم التنقيب عنها في الفترة ما بين 1992-1995م.يوجد بالمسرح أماكن جلوس 6000 شخص موزعين على 28 صفاً. أغسطس 2011.

تقع مدينة «فتحية» الحديثة في نفس موقع مدينة «تلميسوس» (Telmessos) القديمة، والتي يمكن رؤية آثارها في المدينة، مثل المسرح الهلنستي بجوار الرصيف البحري والميناء الرئيسي.

### الإغريق
توجد أسطورة إغريقية قديمة «ليقية» تشرح مصدر اسم «تلميسوس» بأن الإله الإغريقي أبولو وقع في حب أجينور الابنة الصغرى لملك فينيسيا، فيتنكر ككلب صغير ويكسب حب الابنة الخجولة. وبعد أن يظهر مرة أخرى كرجل وسيم، يصبح لديهما ابن اسموه «تلميسوس» ومعناه: «أرض الأنوار»، وكان هذا هو اسم المدينة.

### الفرس
أصبحت مدينة «تلميسوس» جزءا من الإمبراطورية الفارسية بعد أن غزاها القائد الفارسي «هرباغوس» (Harpagos) عام 547 قبل الميلاد كما غزا أيضا باقي المدن الكارية والليقية. انضمت مدينة «تلميسوس» إلى «الحلف الديلي» (Attic-Delos Union) (بالتركية: Attik Delos Deniz Birliği)‏ الذي تأسس في منتصف القرن الخامس قبل الميلاد تحت قيادة أثينا بهدف مواصلة القتال ضد الإمبراطورية الفارسية بعد النصر اليوناني في معركة بلاتيا ونهاية غزو الفرس الثاني لليونان. وعلى الرغم من أن مدينة «تلميسوس» تركت الحلف فيما بعد وأصبحت مدينة مستقلة، إلا أنها واصلت علاقاتها مع «الحلف الديلي» حتى القرن الرابع قبل الميلاد.

### البيزنطيون

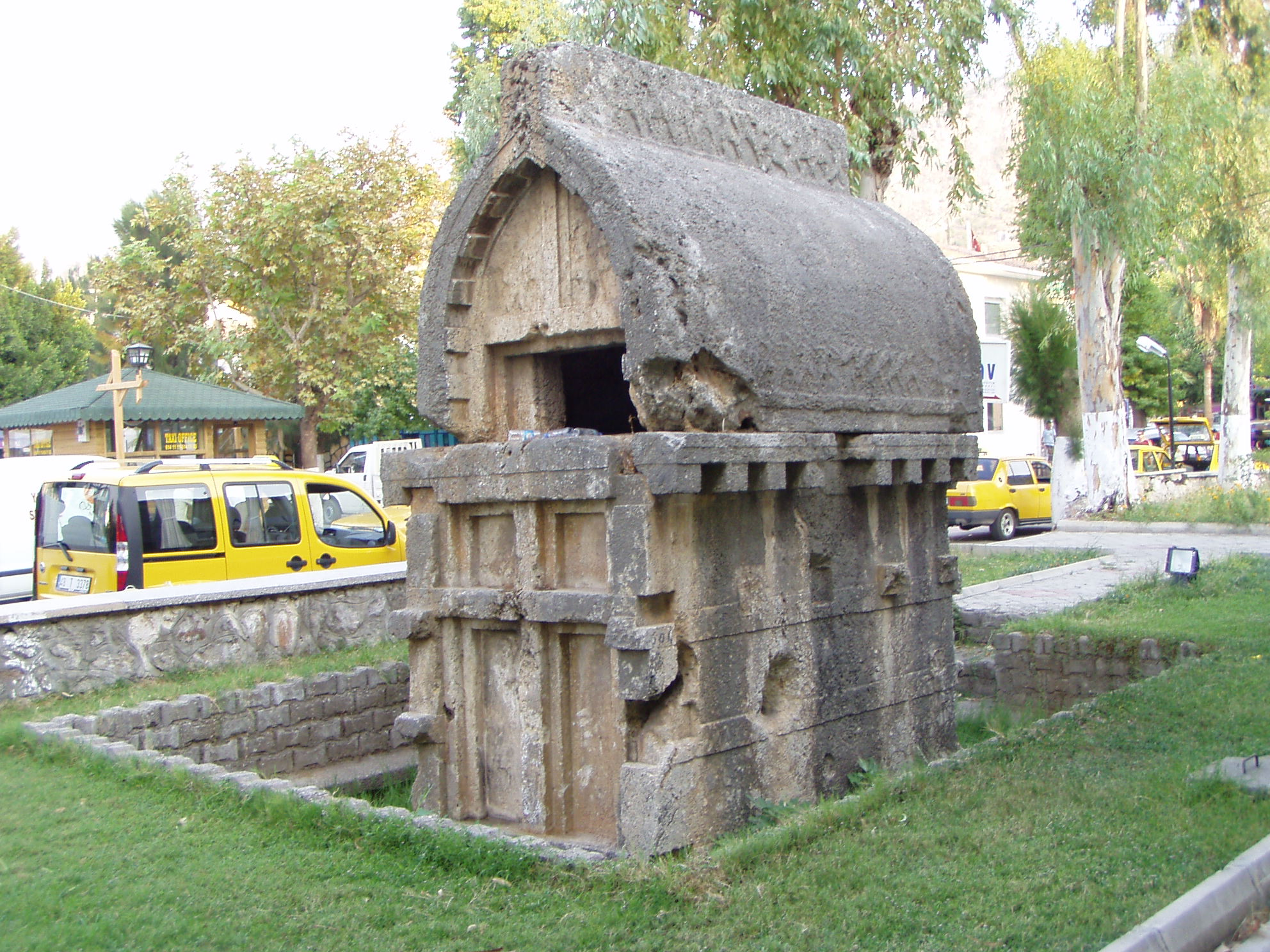
قبر صخري من حضارة ليقيا القديمة في أحد شوارع فتحية (القرن الرابع قبل الميلاد).

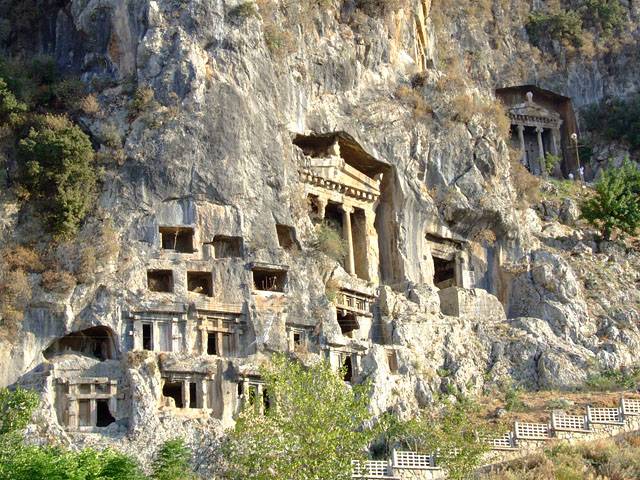
مقبرة أمينتاس في "فتحية".

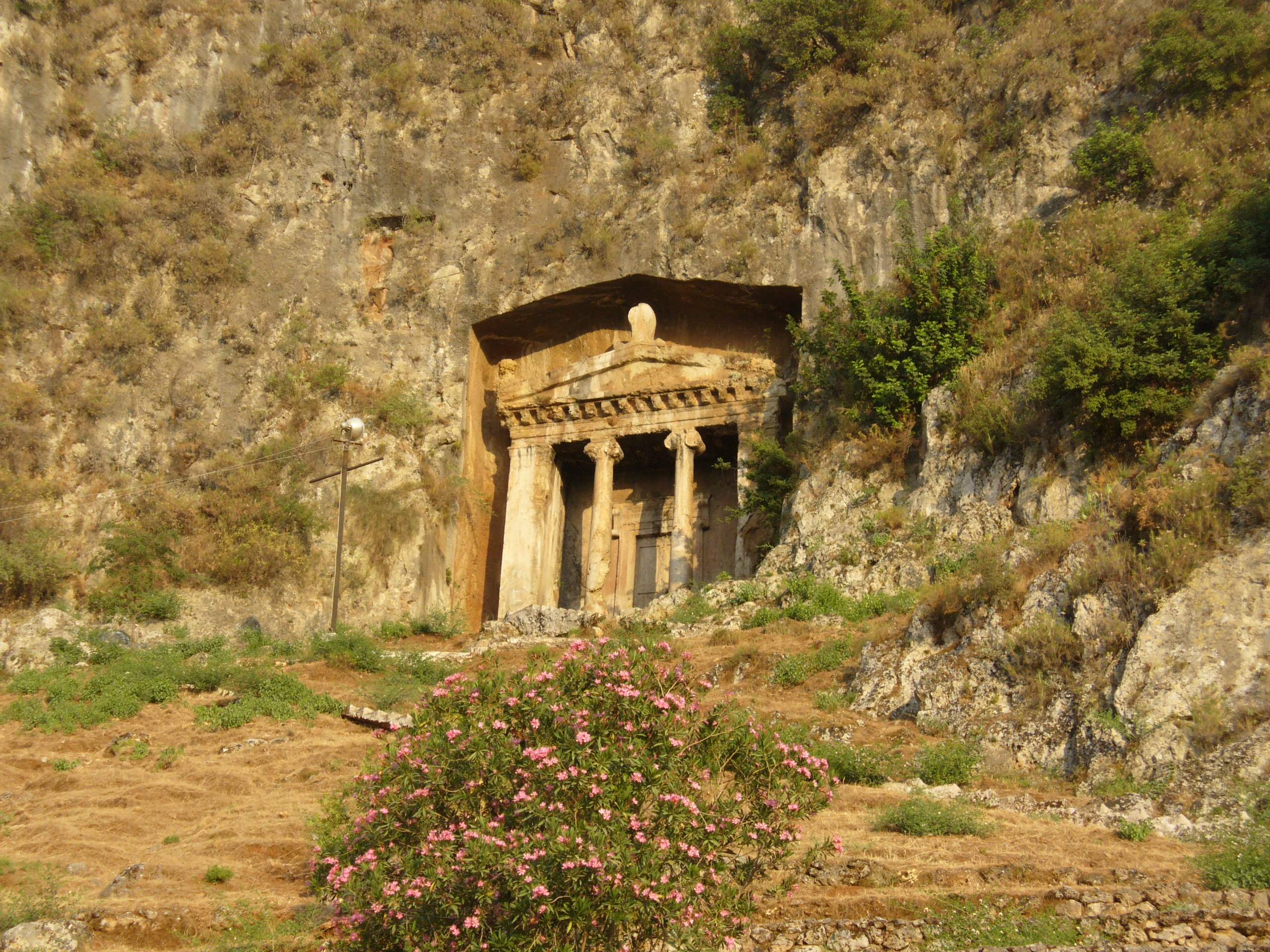
مقبرة أمينتاس في فتحية.

لا يُعرف الكثير عن المدينة خلال العصور البيزنطية.
تشهد المباني الباقية إلى الآن إلى وجود فترة ازدهار في العصور القديمة المتأخرة، ولكن تم هجر معظم المدينة في القرنين السابع والثامن بسبب الحروب الإسلامية البيزنطية. تم تحصين المدينة في القرن الثامن، وكان اسمها «تلميسوس» أو «أناستاسيوبوليس» (Anastasioupolis) في حوالي عام 800م.
بحلول القرن العاشر نُسي الاسم القديم وأصبحت المدينة تُعرف باسم ماكري (باليونانية: Μάκρη)‏ ومعناه «الطويلة»، من اسم الجزيرة الموجودة عند مدخل الميناء.
في القرنين الثاني عشر والثالث عشر ظهرت علامات تجدد الرخاء، إذ تم توسيع أسوار المدينة، وعُثر على تقرير قديم يرجع لعام 1106م يذكر مدينة ماكري ويعدّها أحد مراكز إنتاج العطور، كما يصف التقرير بعض الأعمال الجغرافية في المدينة من القرن الثالث عشر توضح بأنها كانت مركزاً تجارياً.

### الترك
فتح الترك المنطقة كلها في أواخر القرن الثاني عشر أو أوائل القرن الثالث عشر.
حكم أمراء الأناضول من بني منتشا (بالتركية: Menteşe Beyliği)‏ مدينة «تلميسوس» ابتداء من عام 1284م، تحت اسم «بسكازا» (بالتركية: Beskaza)‏.

### العثمانيون
أصبحت مدينة «تلميسوس» أو «ماكري» جزءا من الإمبراطورية العثمانية في عام 1424م.
نمت المدينة بشكل كبير في القرن 19، وكان بها عدد كبير من السكان اليونانيين في هذا الوقت. بعد اتفاقية التبادل السكاني بين اليونان وتركيا عام 1923م، تم إرسال اليونانيين من ماكري (باليونانية: Μάκρη)‏ إلى اليونان حيث أسسوا بلدة «ماكري الجديدة» (نيا ماكري) (باليونانية: Νέα Μάκρη)‏ في اليونان،  وتم إعادة توطين الأتراك العائدين من اليونان بموجب الإتفاقية، في مدينة ماكري.
بعد تبادل السكان بين تركيا واليونان، ما زالت الكنيسة اليونانية الأرثوذكسية المهجورة قائمة حتى الآن في مدينة «كاياكوي» (بالتركية: Kayaköy)‏ القريبة من «فتحية»، والتي كان اسمها الأسبق «ليفيسي» (Levissi).

### الزلازل
شهدت فتحية العديد من الزلازل مثل زلزال 1856م، وتعود آخر الزلازل الكبيرة المؤثرة إلى عامي 1957م و 1961م، حيث كان هناك 67 ضحية و 3200 مبنى متضرر بعد زلزال 25 أبريل 1957م الذي بلغت شدته 7.1 على مقياس ريختر.
تم إعادة بناء المدينة منذ ذلك الحين والآن لديها ميناء حديث ومرسى مارينا.
في زلزال 10 يونيو عام 2012م لم تقع خسائر في الأرواح أو الممتلكات خلال الزلزال الذي وقع بشدة 6.1 على مقياس ريختر، ولكن أبنية بعض البيوت وأماكن العمل تضررت.

### حادثة رحلة الطائرة الفرنسية 152
في 3 أغسطس 1953م، وأثناء رحلة الخطوط الجوية الفرنسية رقم 152 من باريس إلى طهران مع التوقف في روما وبيروت، حطّت الطائرة «لوكهيد إل-749 كونستليشن» اضطرارياً على الماء أثناء توجهها من روما إلى بيروت بعد توقف أحد محركاتها في الهواء عن العمل، وتصادف ذلك في «خليج فتحية» قبالة «كيزيل أدا» (بالتركية: Kızılada)‏، ثم غرقت الطائرة بعد هبوطها على الماء في الخليج بساعة.
غرق أربعة في البحر من بين أفراد طاقم الطائرة البالغ عددهم أفراد 8 و 34 راكبا، ولا زال موضع غرق الطائرة غير معروف.
استضاف سكان مدينة «فتحية» الناجين خلال إقامتهم في المدينة.

## اسم المدينة
في عام 1934م، تم تغيير اسم المدينة إلى «فتحية» على شرف النقيب الشهيد فتحي بك ‏ (1887م - 24 فبراير 1914م) الذي تخرج في القوات البحرية العثمانية 1907م ثم تلقي تعليم الطيران في بريستول بإنجلترا 1911م وكان أحد أوائل الطيارين في سلاح الجو العثماني.
أثناء أول رحلة من نوعها، رحلة إسطنبول-القاهرة، سقطت طائرته في 3 مارس 1914م في قرية السمراء جنوب شرق مدينة طبريا بالقرب من دمشق واستشهد، قبل الوصول إلى هدفه النهائي في القاهرة، ودُفن في مقبرة صلاح الدين الأيوبي بمدينة دمشق وما زال قبره هناك.
- نقيب طيار عثماني "فتحي بك" بزيّ البحرية العثمانية.
- تمثال الشهيد نقيب طيار عثماني "فتحي بك" في "فتحية". صنع التمثال "على إلهان أوزديلاك" و "أونور أوسلو".
- رحلة طيران إسطنبول-القاهرة 1914م، نقيب طيار عثماني "فتحي بك" الثاني من يمين الصورة.

- نقيب طيار عثماني "فتحي بك" على الطائرة.
- نقيب طيار عثماني "فتحي بك" على الطائرة.
- نقيب طيار عثماني "فتحي بك" على الطائرة في حرب البلقان 1912م.

## السياحة

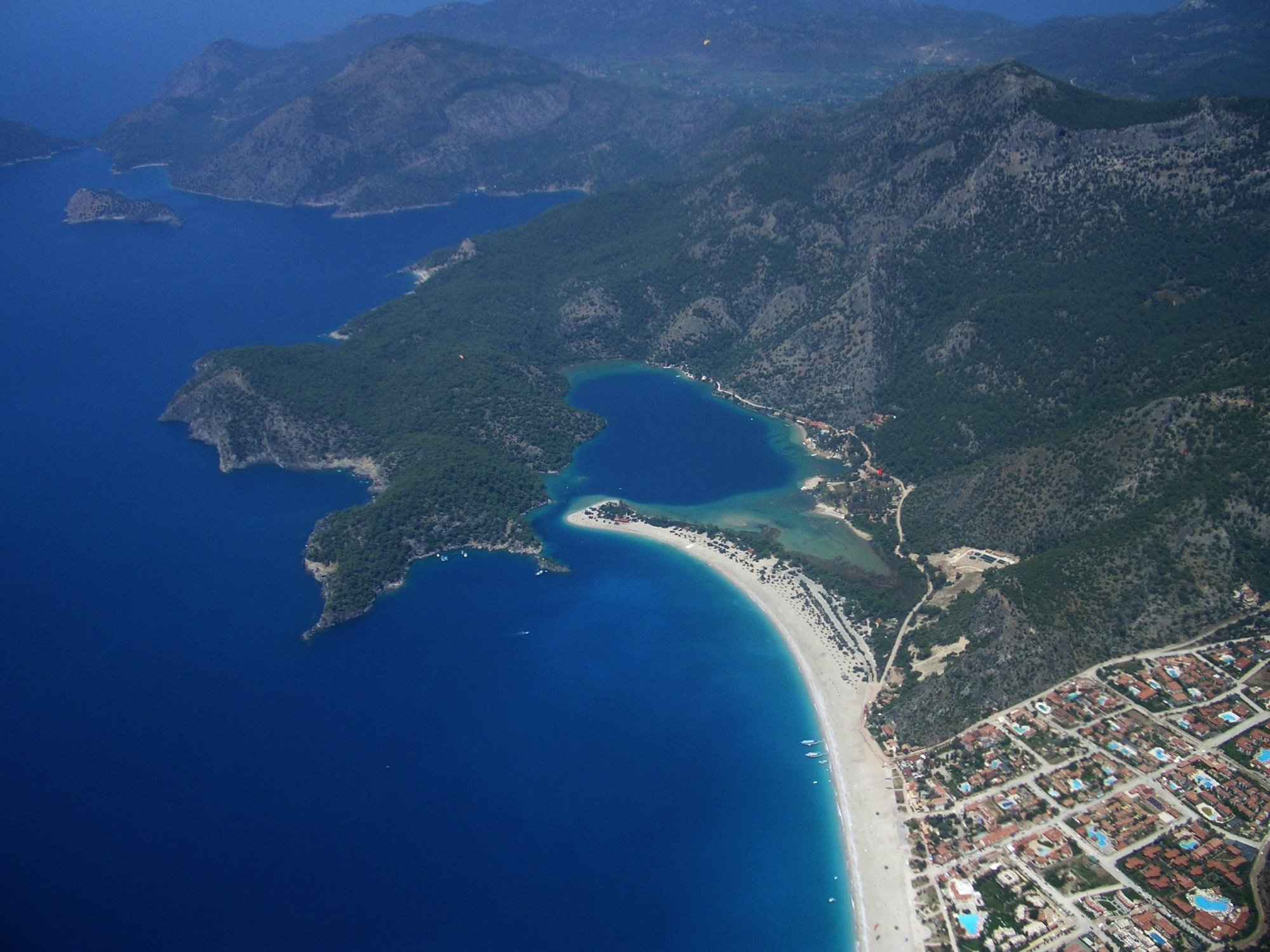
شاطئ ضاحية "أولودنيز" ، في منطقة فتحية ، تركيا

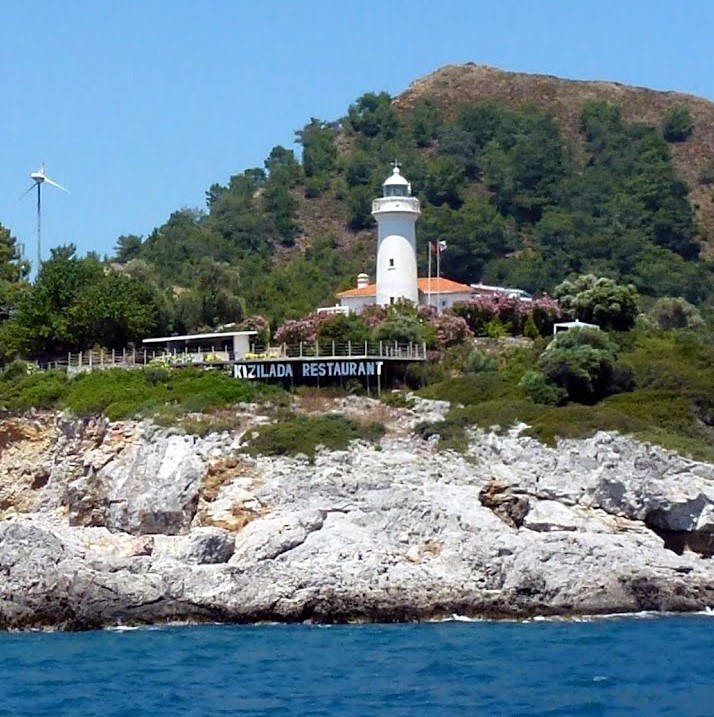
فنار "كيزيلادا".

فتحية هي أحد من المراكز السياحية المعروفة في تركيا وتحظى بشعبية خاصة خلال فصل الصيف.

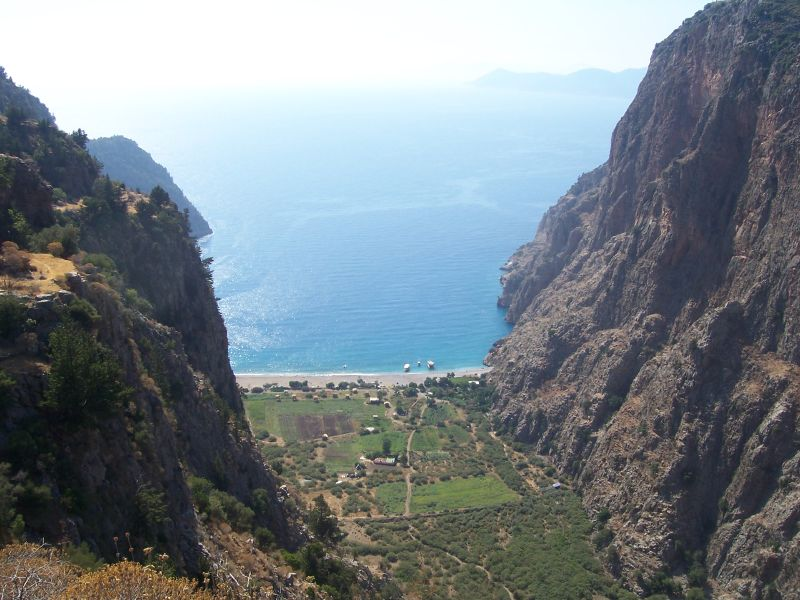
وادي الفراشة يوجد في منطقة فتحية.

يوجد بفتحية أيضًا «مقبرة أمينتاس» (بالإنجليزية: Tomb of Amyntas)‏،  وهي مقبرة كبيرة بناها الليكيين عام 350 قبل الميلاد.
بعض المواقع التاريخية الأخرى التي تستحق الزيارة هي:
- «مدينة قادياندا القديمة».
- المدينة اليونانية القديمة في «قاياكوي» (بالتركية: Kayaköy)‏.
- «أفكولي» (بالتركية: Afkule)‏.
- جزيرة «جيميلار» (بالتركية: Gemiler)‏.
- «آية نيكولا» (بالتركية: Aya Nikola)‏.

المدن السياحية الأكثر شعبية في فتحية هي:
- «أولودنيز» (بالتركية: Ölüdeniz)‏.
- منطقة شاطئ «جاليس» (بالتركية: Calis)‏.
- «حصار أونو» (بالتركية: Hisaronu)‏.
- «أوفاجيك» (بالتركية: Ovacik)‏.[25]

توجد جزيرة «كيزيلادا» (بالتركية: Kızılada)‏ في خليج فتحية وهي على بعد 4 ميل (6.4 كـم) خارج المدينة،  وهي محطة شهيرة لجولات القوارب.
توجد أيضا مواقع غوص رائعة وتُعد «أفكولا» (بالتركية: Afkule)‏ واحدة من أشهرها.
يوجد بها الكثير من الكهوف مفتوحة للزيارة والسياحة.
يوجد عند فنار جزيرة «كيزيلادا» (بالتركية: Kızılada)‏ مطعمًا للمأكولات البحرية وفندقاً صغيراً به تسع غرف.
توجد في منطقة فتحية أماكن طبيعية فريدة وخلابة «وادي الفراشة» (بالتركية: Kelebekler Vadisi)‏ و «خليج اليقطين» أو «كاباك كويو» (بالتركية: Kabak Koyu)‏.
توجد جولات بحرية بالقارب لما يسمى: بالـ«12 جزيرة».
في 2006 تم اختيار شاطئ «أولودنيز» (بالتركية: Ölüdeniz)‏ كأجمل شاطئ في العالم بنسبة ترشيح 82%، وبخلاف ذلك توجد شواطئ سياحية عالمية أخرى مثل:
- بلجيكيز (بالتركية: Belcekız )‏ أو (بالتركية: Belceğiz)‏.
- شاطئ تشاليش (بالتركية: Çalış Kumsalı)‏
- شاطئ إيزتوزو (بالتركية: İztuzu Kumsalı )‏ في داليان (بالتركية: Dalyan)‏.
- شاطئ كاباك كويو (بالتركية: Kabak Koyu Kumsalı)‏.

### متحف فتحية
«متحف فتحية»  متحف غني بالآثار القديمة والحديثة يشهد على توالي سلسلة من الحضارات التي كانت موجودة في تلك المنطقة، بدءا من حضارة ليقيا القديمة.
التحف التي يرجع تاريخها إلى 3000 قبل الميلاد وإلى الفترة البيزنطية، معروضة في قاعتين ومعرض في الهواء الطلق.

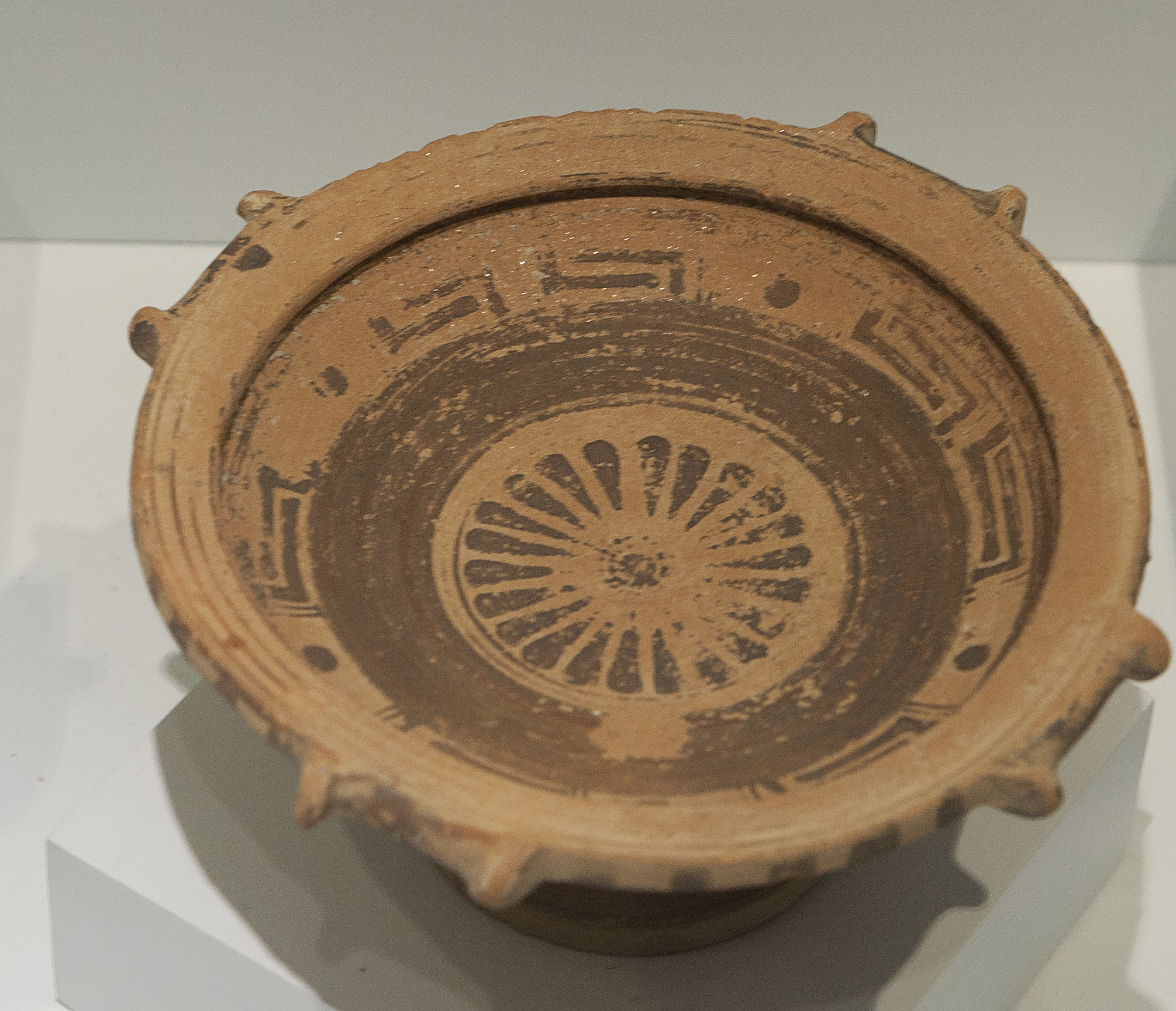
سيراميك في متحف فتحية.
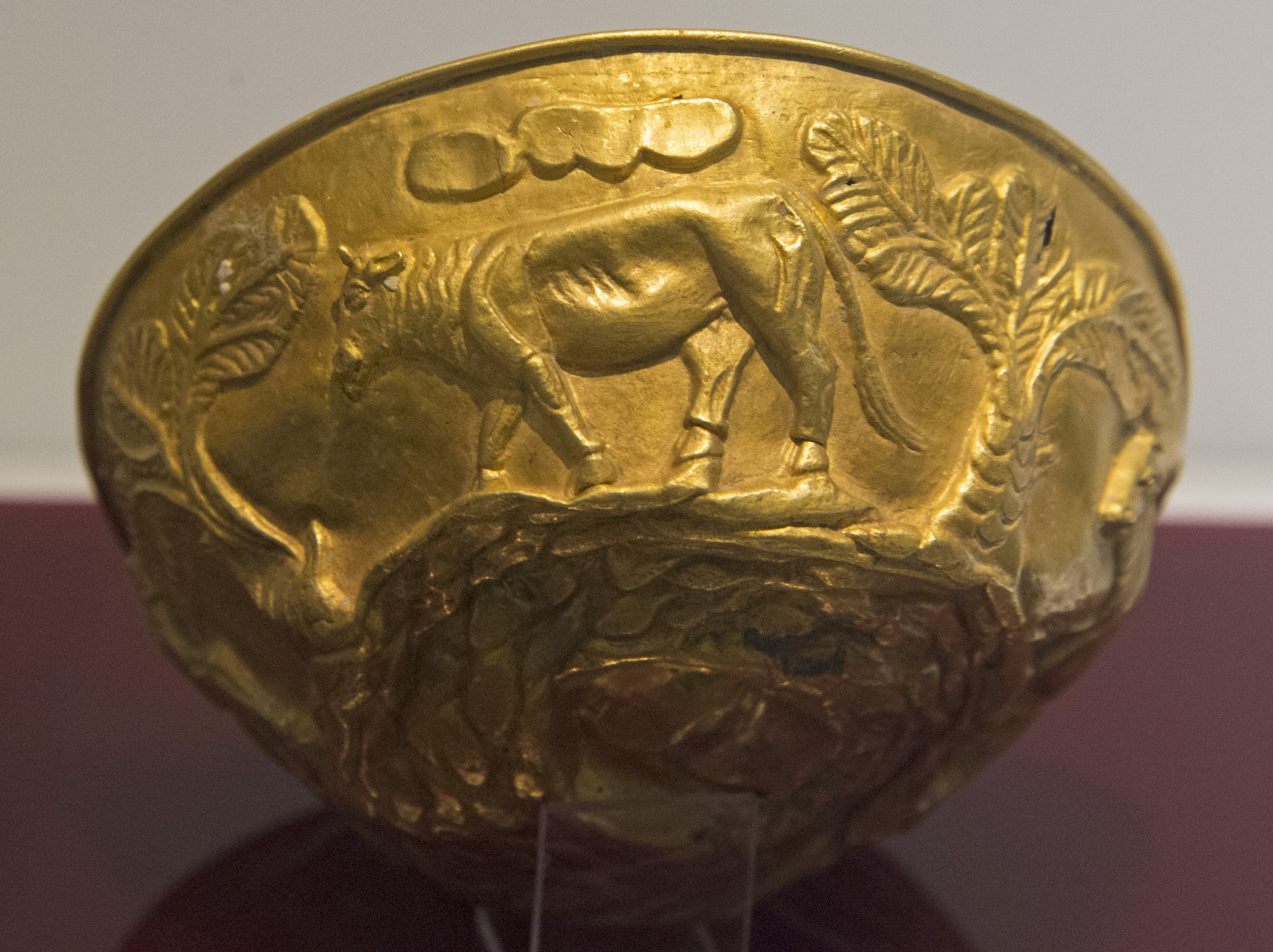
وعاء ذهب احتفالي في متحف فتحية.
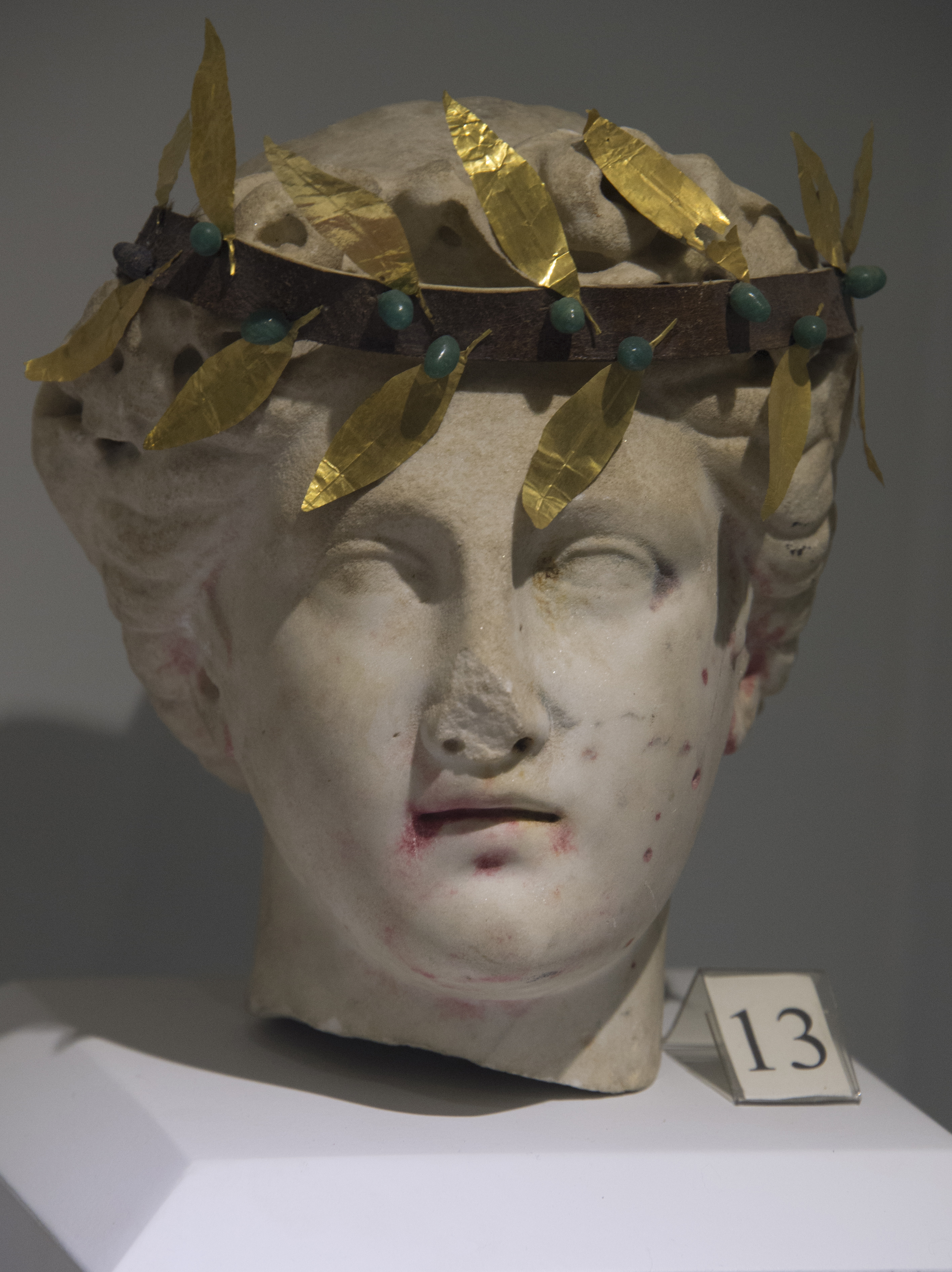
متحف فتحية - إكليل الغار الذهبي.
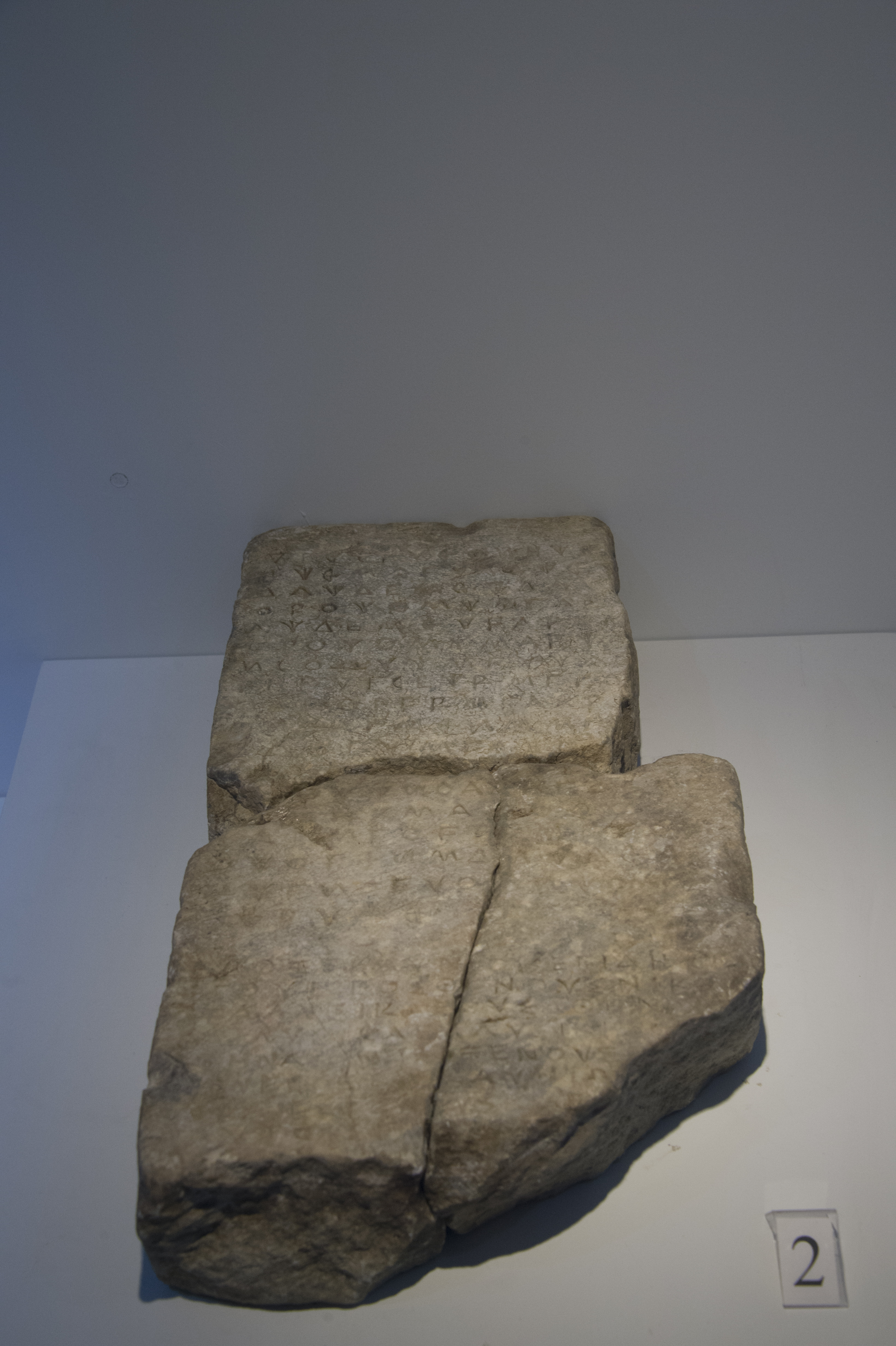
متحف فتحية نقش ثنائي اللغة.
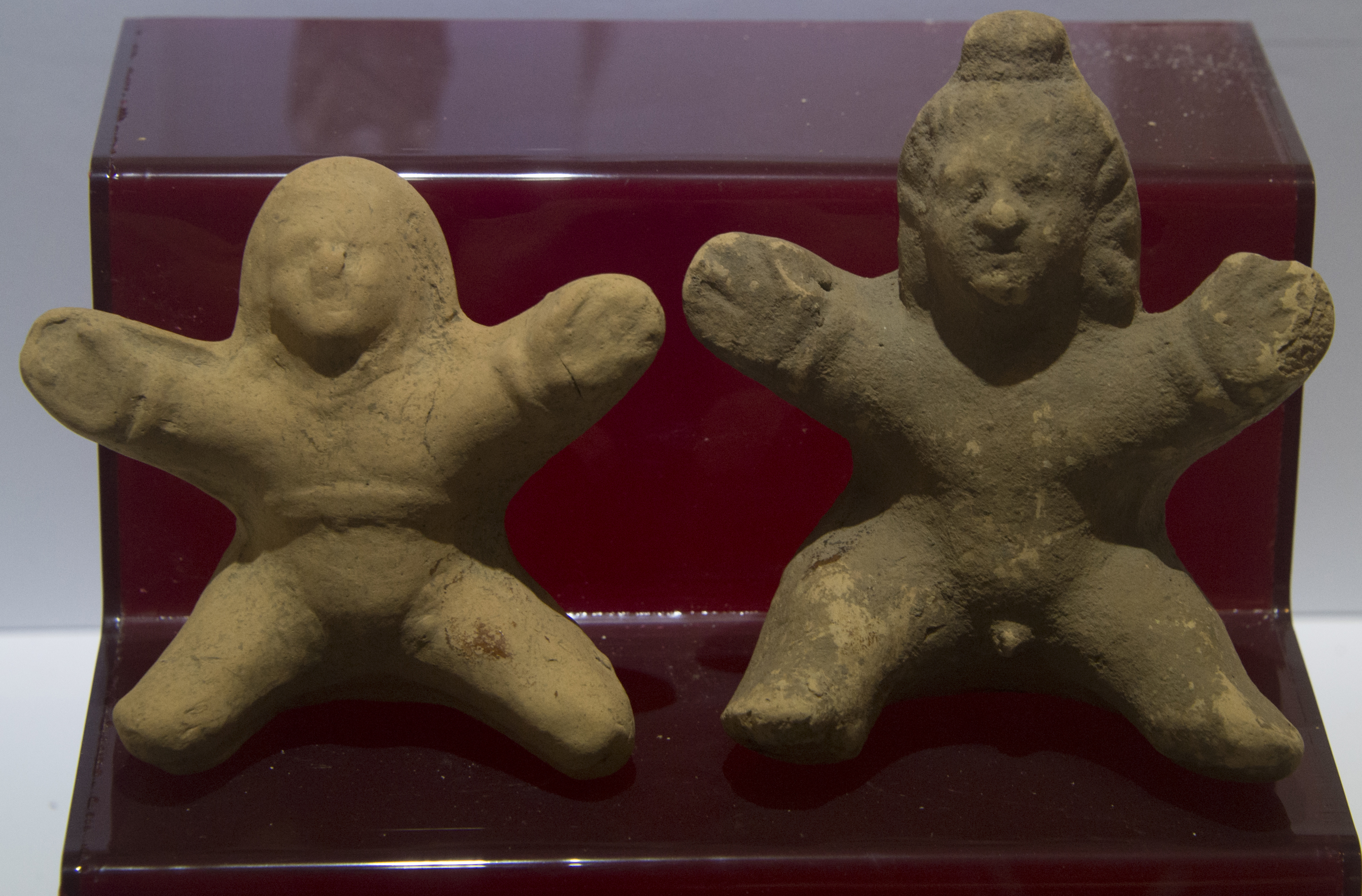
دمى في متحف فتحية.
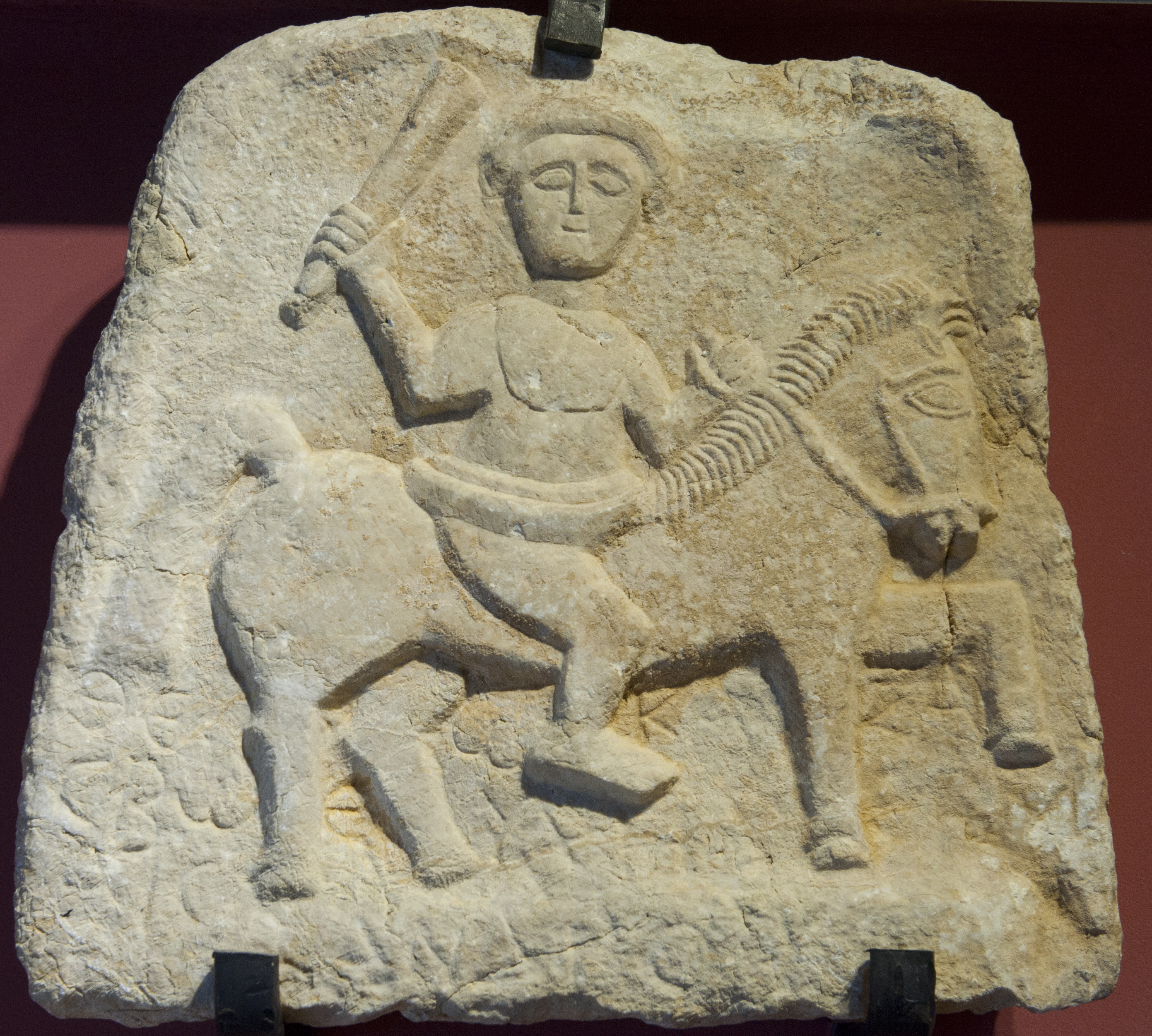
متحف فتحية - Kakasbos.
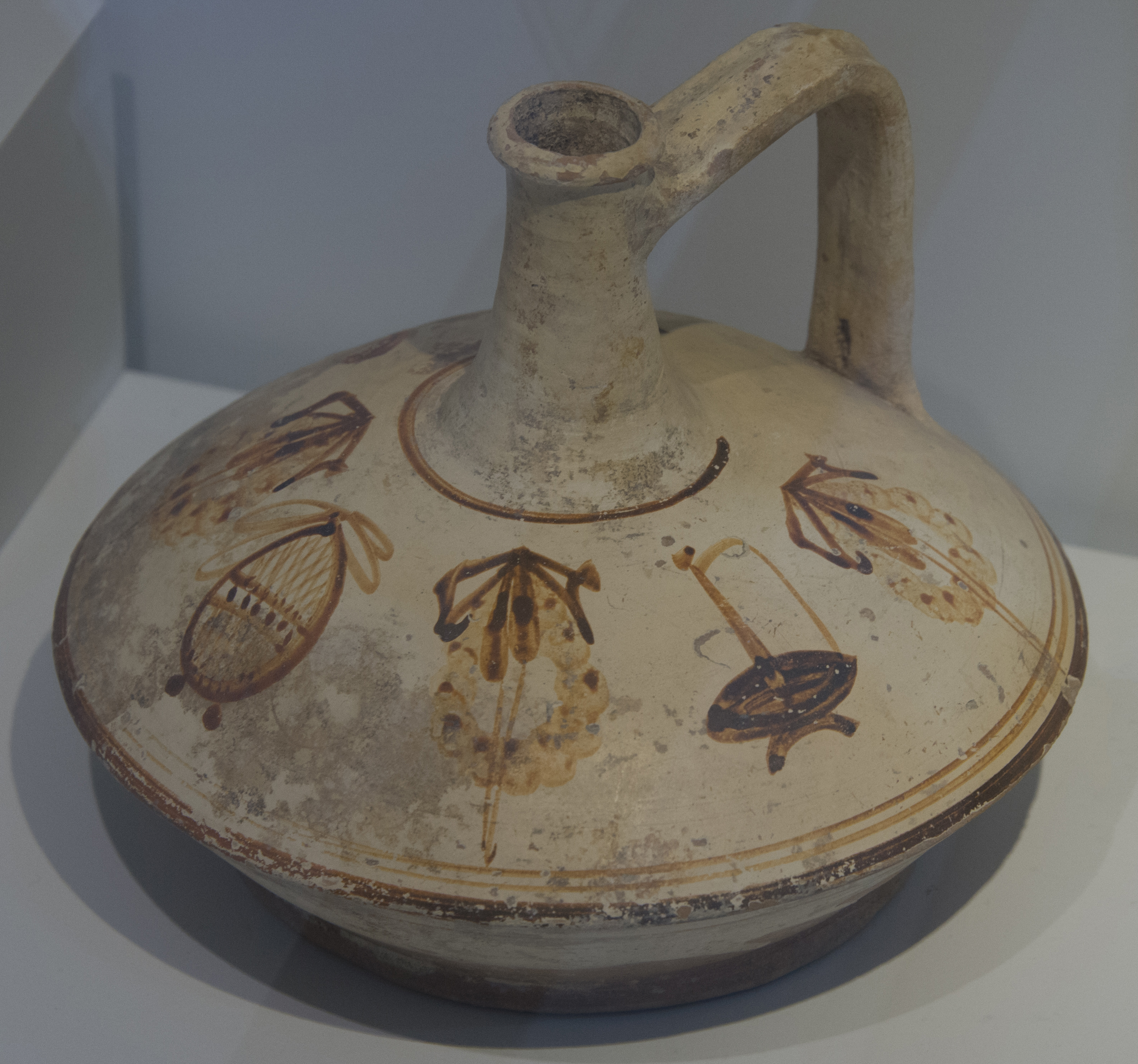
متحف فتحية - Lagynos.
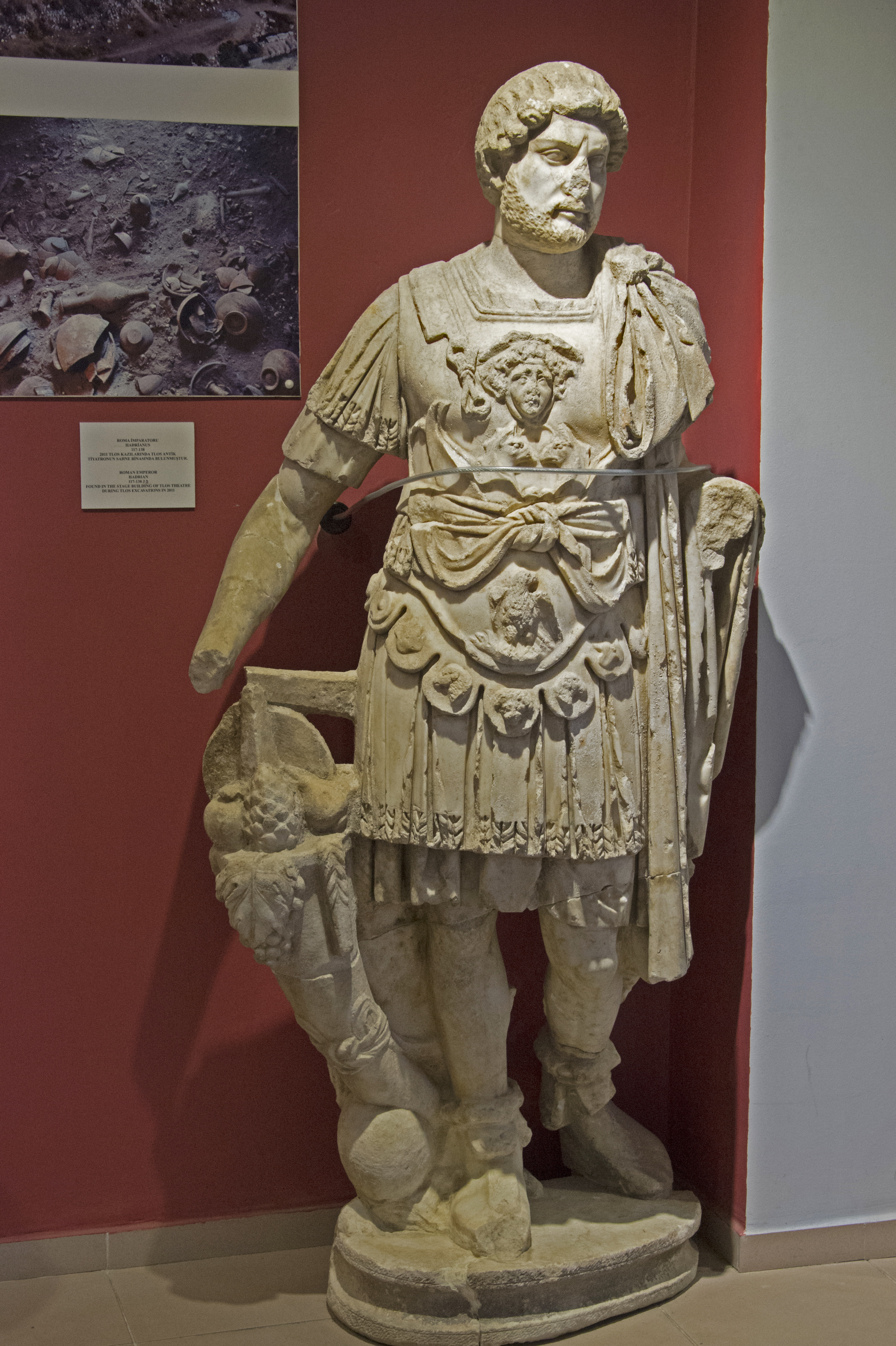
تمثال "هادريان" في متحف فتحية.
تمثال لفتاة في متحف فتحية.
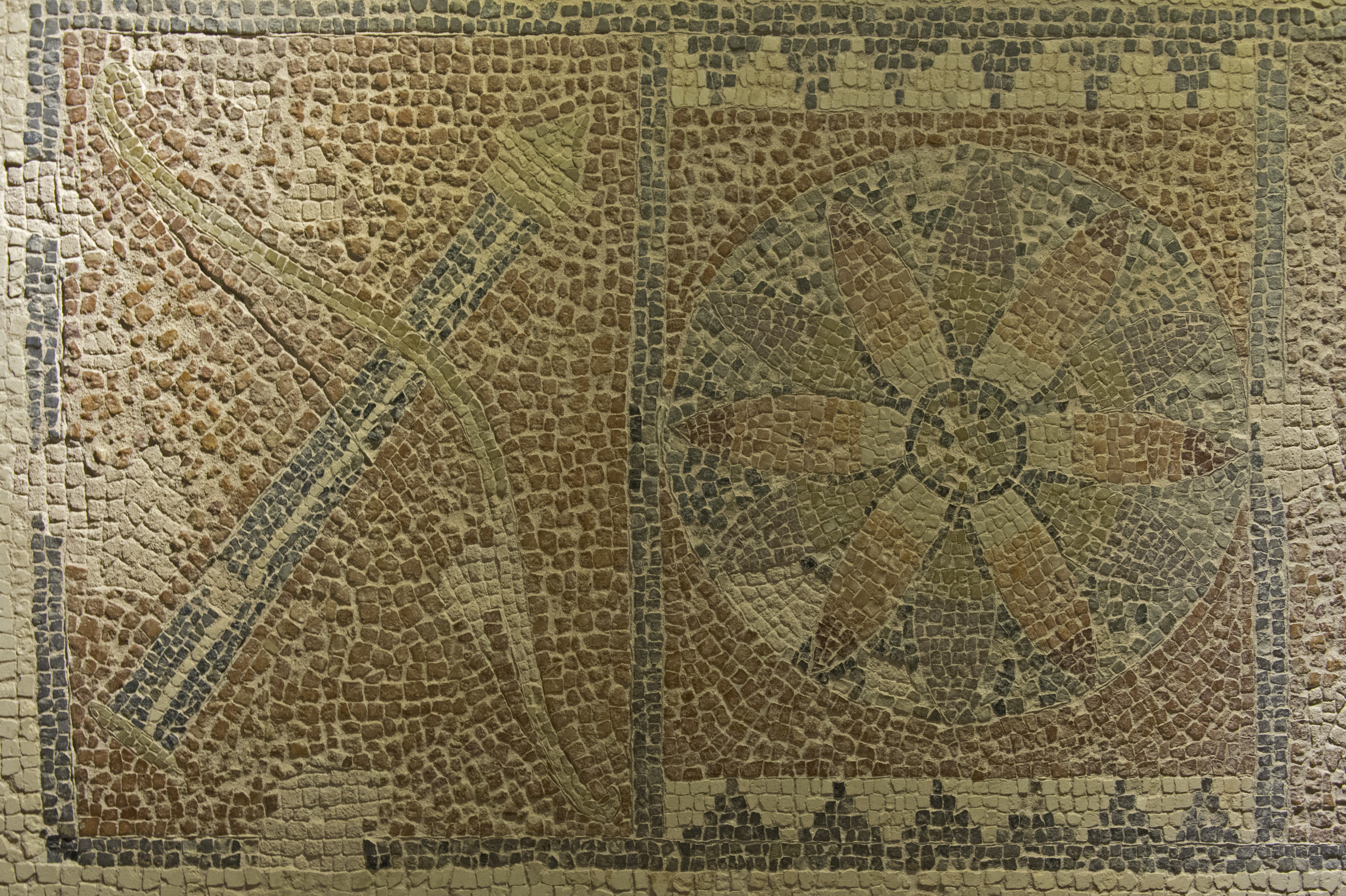
زخارف من أرضية معبد "ليتوون" (Letoon).

## المناخ
تتمتع فتحية بمناخ البحر الأبيض المتوسط، فمناخها في الصيف حار جاف بمعدل 34 درجة مئوية (93° فهرنهايت) نهارًا، وشتائها بارد ممطر بمعدل 16 درجة مئوية (61° فهرنهايت) نهارًا.
| البيانات المناخية لـفتحية                         | البيانات المناخية لـفتحية | البيانات المناخية لـفتحية | البيانات المناخية لـفتحية | البيانات المناخية لـفتحية | البيانات المناخية لـفتحية | البيانات المناخية لـفتحية | البيانات المناخية لـفتحية | البيانات المناخية لـفتحية | البيانات المناخية لـفتحية | البيانات المناخية لـفتحية | البيانات المناخية لـفتحية | البيانات المناخية لـفتحية | البيانات المناخية لـفتحية |
| الشهر                                             | يناير                     | فبراير                    | مارس                      | أبريل                     | مايو                      | يونيو                     | يوليو                     | أغسطس                     | سبتمبر                    | أكتوبر                    | نوفمبر                    | ديسمبر                    | المعدل السنوي             |
| ------------------------------------------------- | ------------------------- | ------------------------- | ------------------------- | ------------------------- | ------------------------- | ------------------------- | ------------------------- | ------------------------- | ------------------------- | ------------------------- | ------------------------- | ------------------------- | ------------------------- |
| متوسط درجة الحرارة الكبرى °م (°ف)                 | 16.0 (60.8)               | 16.3 (61.3)               | 18.9 (66.0)               | 22.0 (71.6)               | 26.4 (79.5)               | 31.4 (88.5)               | 34.3 (93.7)               | 34.4 (93.9)               | 31.3 (88.3)               | 26.5 (79.7)               | 21.1 (70.0)               | 17.2 (63.0)               | 24.7 (76.4)               |
| متوسط درجة الحرارة الصغرى °م (°ف)                 | 5.3 (41.5)                | 5.7 (42.3)                | 7.2 (45.0)                | 10.1 (50.2)               | 13.8 (56.8)               | 17.6 (63.7)               | 20.3 (68.5)               | 20.2 (68.4)               | 16.9 (62.4)               | 13.1 (55.6)               | 9.1 (48.4)                | 6.6 (43.9)                | 12.2 (53.9)               |
| الهطول مم (إنش)                                   | 159.8 (6.29)              | 128.4 (5.06)              | 80.1 (3.15)               | 49.0 (1.93)               | 25.8 (1.02)               | 4.8 (0.19)                | 3.1 (0.12)                | 2.6 (0.10)                | 17.6 (0.69)               | 66.7 (2.63)               | 123.3 (4.85)              | 174.1 (6.85)              | 835.3 (32.88)             |
| متوسط الأيام الممطرة                              | 12.1                      | 11.3                      | 9.0                       | 8.0                       | 4.4                       | 2.2                       | 1.4                       | 1.6                       | 2.5                       | 5.7                       | 8.3                       | 12.1                      | 78.6                      |
| ساعات سطوع الشمس الشهرية                          | 145.7                     | 156.8                     | 213.9                     | 237.0                     | 300.7                     | 342.0                     | 359.6                     | 344.1                     | 294.0                     | 244.9                     | 165.0                     | 127.1                     | 2٬930٫8                   |
| المصدر: Devlet Meteoroloji İşleri Genel Müdürlüğü |                           |                           |                           |                           |                           |                           |                           |                           |                           |                           |                           |                           |                           |

## المواصلات
«مطار دالامان الدولي» يخدم مناطق فتحية.
يوجد حافلات صغيرة «دولموش» (بالتركية: Dolmuş)‏ للتنقل داخل المدينة وبين المدن والقرى، ومعنى «دولموش» بالتركية: «على ما يبدو محشوة» ولكن تلك الحافلات الصغيرة ليست مزدحمة في «فتحية»، وهو اسم عام لتلك الحافلات المنتشرة بكل أنحاء تركيا وقبرص الشمالية.

## الرياضة

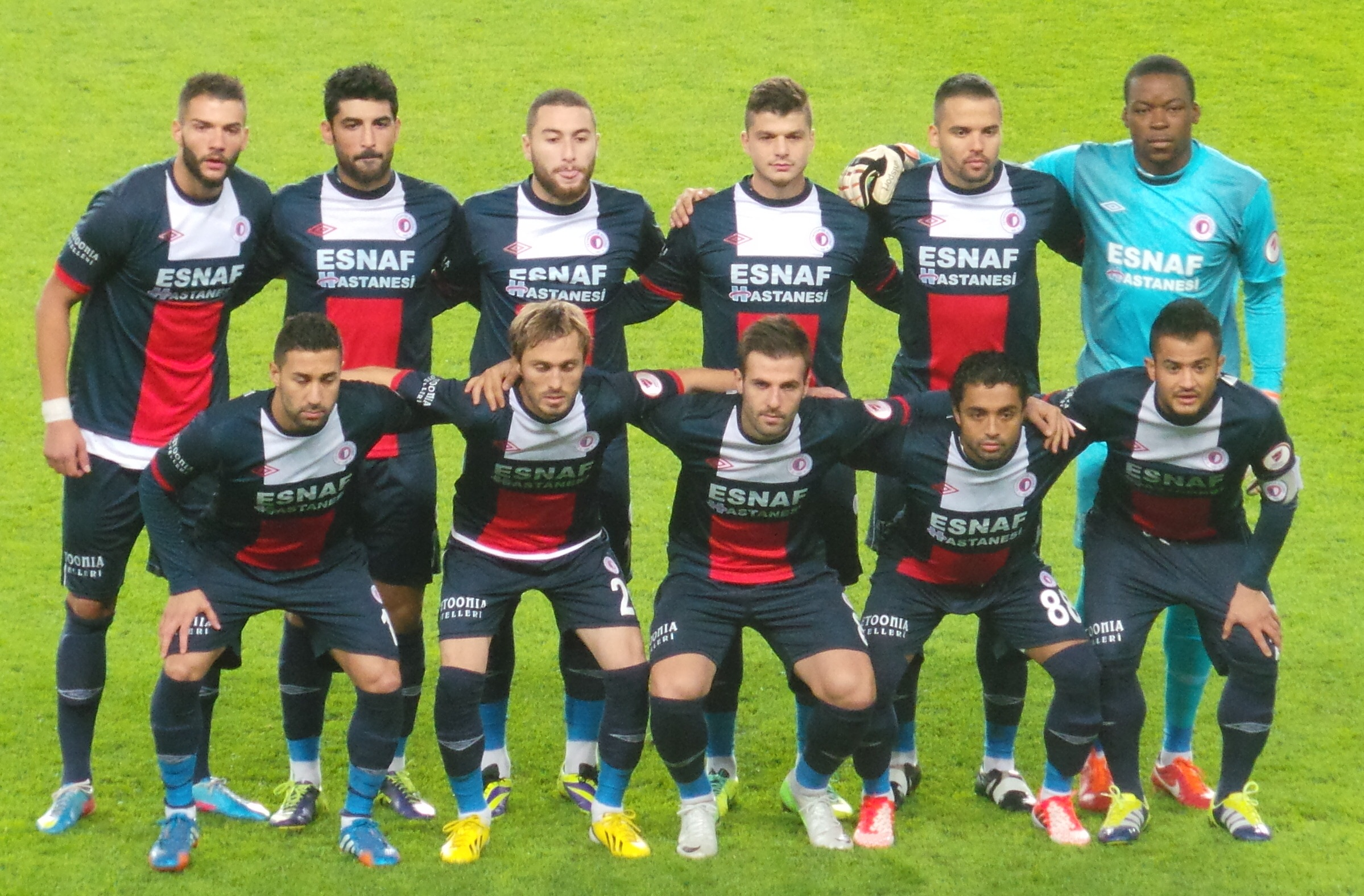
فريق نادي "فتحية سبور" لكرة القدم في موسم 2013-2014.

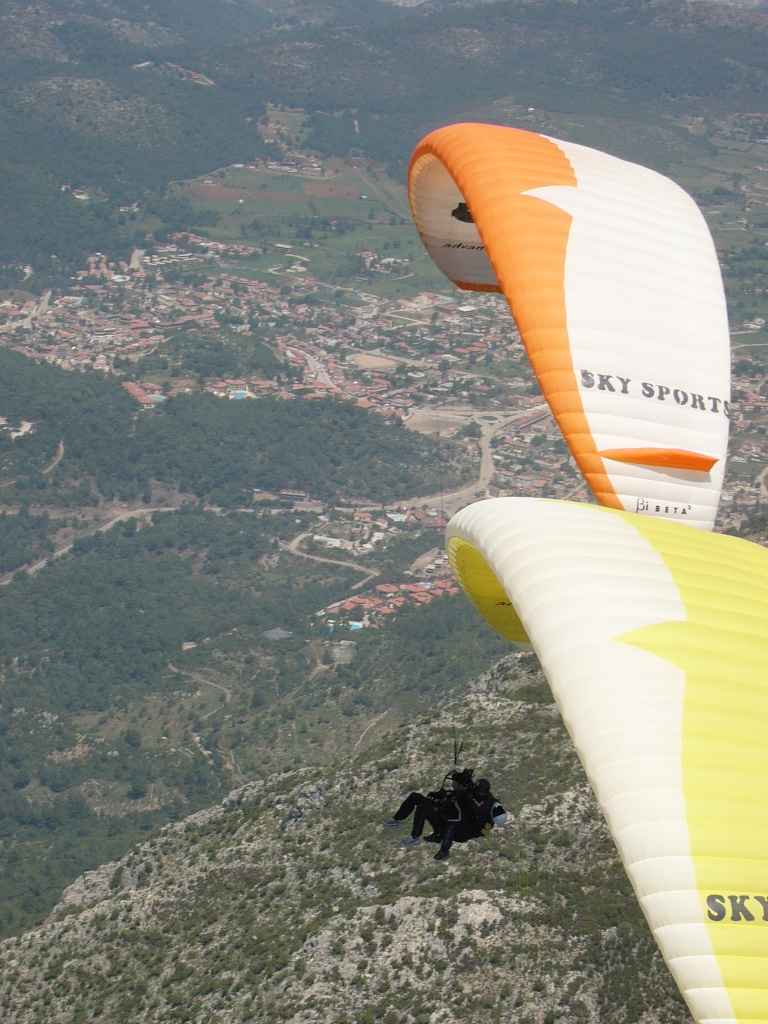
رياضة الهبوط بالمظلات في منحدرات جبل باباداج بفتحية.

هناك رياضات عديدة بمنطقة فتحية، ومنها رياضات سياحية.
- يتنافس فريق كرة القدم المحترف في المدينة «فتحية سبور» (بالتركية: Fethiyespor)‏ في دوري الدرجة الأولى التركي (بالتركية:  TFF 1. Lig)‏، ولعب بالمجموعة البيضاء بمسابقة «توتو سبورتس» الماليزية الثانية في موسم 2014-2015م.[33] تأسس الفريق عام 1933م.

- رياضة «إرتحال المغامرات البريّة» (بالإنجليزية: trekking)‏ أو السير الجبلي على طريق ليقيا.
- رياضة الهبوط بالمظلات من أعلى منحدرات جبل باباداغ (بالتركية: Babadağ)‏ بفتحية.
- رياضة التنزه بركوب الخيل.
- رياضة التنزه بركوب السيارات (رحلات بالشاحنات وبالسيارات الجيب).
- الغوص في «برج أف» (بالتركية: Af Kule)‏.[34][35][36][37]
- رياضة الإبحار بالمراكب "الشِرَاعية" (بالتركية: Yelken)‏ على شاطئ «تشاليش» (بالتركية: Çalış)‏.[38][39]

### الرياضات المائية[40]
- رياضة الدراجات المائية (جات سكي) (بالتركية: su kızağı)‏.
- رياضة الشراع الطائر بمظلة الطيران (الإبحار المظلي) (بالإنجليزية: parasailing)‏ (بالتركية: uçan yelken)‏.[41][42]
- رياضة التزلج على الماء (بالإنجليزية: waterski)‏ (بالتركية: su kayağı)‏.
- قوارب القدم (الطوف) (بالإنجليزية: catamaran)‏ (بالتركية: ayaklı tekne)‏.
- الموزة المائية (بالتركية: su muzu)‏.[43]
- حلقة الماء (رينجو) (بالتركية: su simiti)‏.[44][45]
- رياضة التزلج على الماء بالرياح (بالإنجليزية: surf)‏ (بالتركية: rüzgâr kayağı)‏.
- رياضة التجديف (بالتركية: Kürekçilik)‏.
- رياضة «ركوب الطوافات» أو «ترميث النهر» (بالإنجليزية: rafting)‏ في نهر «دالامان تشايي» (بالتركية: Dalaman Çayı)‏.[46][47][48][49][50]

## مناطق المدينة

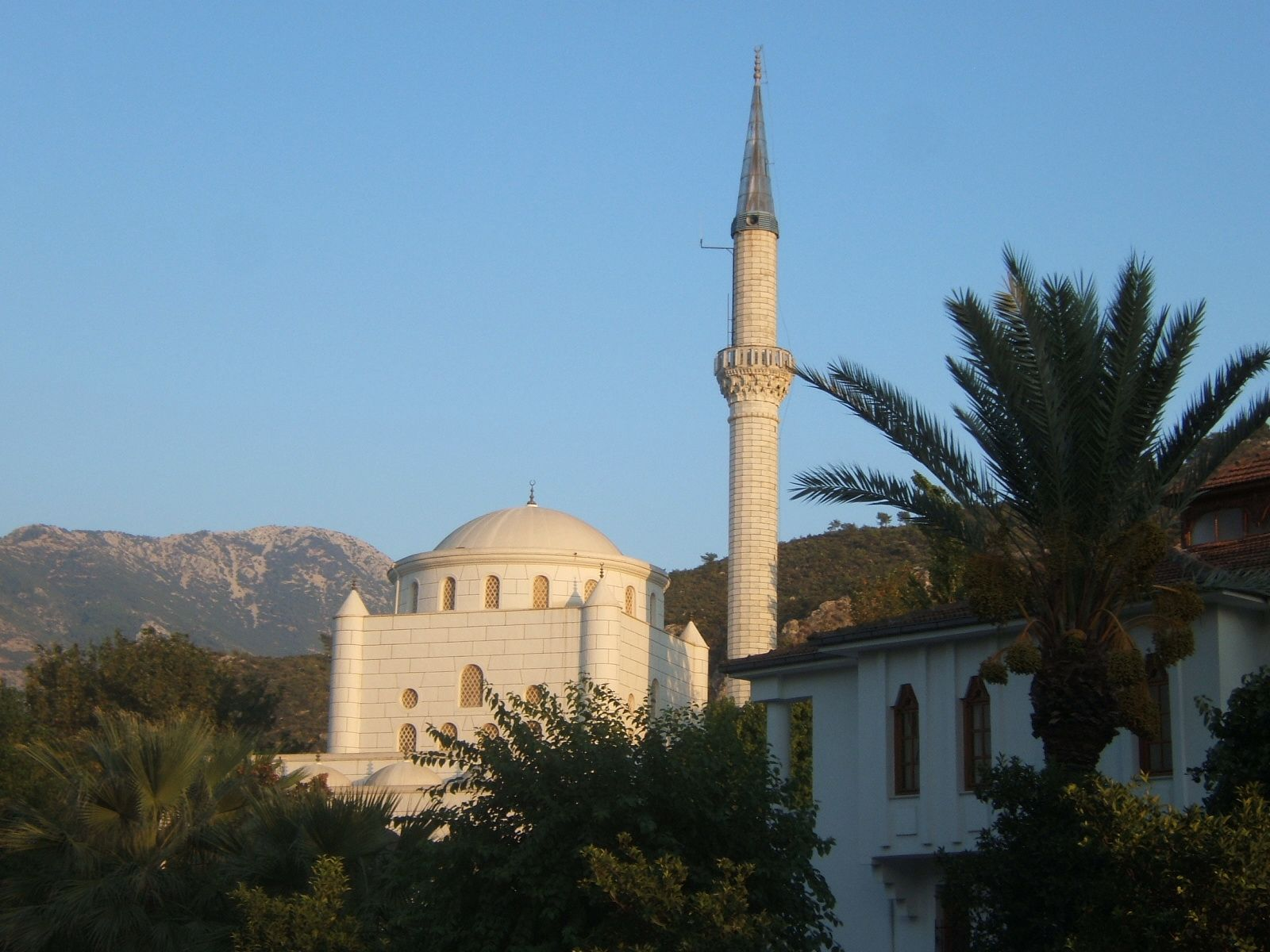
المسجد الأبيض في وسط "فتحية".

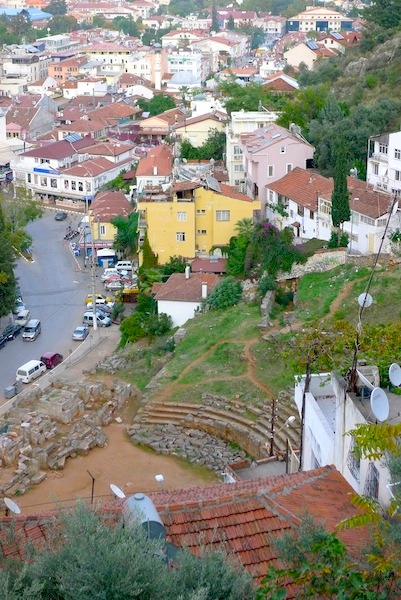
منظر مطل على المسرح الهيليني في مدينة "فتحية"التي بنيت حديثًا بعد عام 1957م.

تمتد المنطقة الحضرية لمدينة فتحية من الميناء الداخلي وحتى أكثر من سبعة أميال، وتضم عدة قرى إلى المدينة.

### الشمال
يقع إلى الشمال من وسط المدينة منطقة «شاطئ تشاليش» (بالتركية: Çaliş Plaji)‏، والتي تضم الشارع الرئيسي في شارع «باريش مانتشو» الرئيسيّ المُشّجر (بالتركية: Bariş Manço Bulvari)‏ إلى جانب ممشى واسع على طول الساحل، حيث يوجد الكثير من الفنادق. هذا الشاطئ يُعتبر بمثابة شاطئ «مدينة فتحية» لأن «مدينة فتحية» لا تملك شاطئا خاصاً بها.

### الشرق
في الشرق، تقع مناطق «غونلوك باشي» (بالتركية: Gunlukbaşi)‏ و«تشام كوي» (بالتركية: Çamkoy)‏ و«جمهوريِّت» (بالتركية: Cumhuriyet)‏، وكذلك «إيسين كوي» (بالتركية: Esenköy)‏ في الجنوب الشرقي.

### وسط المدينة
وسط المدينة هو المنطقة الواقعة بين المرسى و«سوق فتحية» بالقرب من ملعب كرة القدم.

### الجنوب
تقع بلدتي «كاياكوي» (بالتركية: Kayaköy)‏ و«أولودنيز» (بالتركية: Ölüdeniz)‏، علي بعد حوالي ميلين إلى الجنوب الغربي والجنوب على التوالي. وتمتاز «أولودنيز» بشاطئها وبحيرتها الزرقاء الشهيرة على مستوى العالم.
تتوفر أيضا فرصة ممارسة رياضة «الطيران المظلي» (بالإنجليزية: para glide)‏ من فوق «جبل باباداغ» (بالتركية: Babadağ)‏ بجوار بلدة «أولودنيز».